# Budynek Narodowego Banku Polskiego w Siedlcach
Budynek Narodowego Banku Polskiego w Siedlcach – budowla w stylu klasycyzmu akademickiego (typowego dla budynków użyteczności publicznej budowanych w okresie dwudziestolecia międzywojennego), mieszcząca się przy ul. J. Piłsudskiego 70 (róg ul. Wojskowej), zaprojektowana przez architekta Mariana Lalewicza. Wzniesiona w 1924 roku. Uwagę zwraca zaokrąglony narożnik podkreślony pilastrami, zwieńczony dachem w formie płaskiej kopuły.
Do 2003 r. budynek był siedzibą Narodowego Banku Polskiego. Obecnie w budynku mieści się oddział BZ WBK. 28 czerwca 2010 roku nieruchomość tę kupił siedlecki deweloper Konstanty Strus, wchodzi w skład kompleksu handlowo-rozrywkowego Galeria Siedlce.